# Dasarahalli
Dasarahalli è una città dell'India di 263.636 abitanti, situata nel distretto di Bangalore Rurale, nello stato federato del Karnataka. In base al numero di abitanti la città rientra nella classe I (da 100.000 persone in su).

## Geografia fisica
La città è situata a 13° 05' 55 N e 77° 50' 20 E.

## Società

### Evoluzione demografica
Al censimento del 2001 la popolazione di Dasarahalli assommava a 263.636 persone, delle quali 143.225 maschi e 120.411 femmine. I bambini di età inferiore o uguale ai sei anni assommavano a 31.246, dei quali 16.975 maschi e 14.271 femmine. Infine, coloro che erano in grado di saper almeno leggere e scrivere erano 190.445, dei quali 110.856 maschi e 79.589 femmine.